# Принцесса-невеста
«Принцесса-невеста» (англ. The Princess Bride) — американский приключенческий комедийно-романтический фильм 1987, снятый режиссёром Робом Райнером по мотивам одноимённого романа американского писателя Уильяма Голдмана. Сценарий к фильму написан самим Голдманом.
Главные роли исполнили: Кэри Элвес, Робин Райт, Мэнди Патинкин, Крис Сарандон, Уоллес Шон, Андре Гигант и Кристофер Гест.
Фильм занял 50-ю строчку в списке «100 самых смешных фильмов» телеканала Bravo и вошёл в 100 самых страстных американских фильмов по версии AFI.
На 01 июля 2019 года фильм занимал 219-ю позицию в списке «250 лучших фильмов» по версии IMDb.
Впервые фильм был выпущен в Соединённых Штатах 25 сентября 1987 года и был хорошо принят критиками в то время, но имел скромный кассовый успех. В 2016 году фильм был введен в Национальный реестр фильмов, который считается «культурно, исторически или эстетически значимым».

## Сюжет
Повествование фильма обрамлено сценой: к болеющему, вынужденному оставаться дома мальчику (Фред Сэвидж) приходит дедушка (Питер Фальк). Он приносит мальчику в подарок книгу С. Моргенштерна «Принцесса-невеста», которую сразу же начинает читать внуку. Основной сюжет фильма — сказка, которую читает дедушка.
В вымышленной стране Флорин на маленькой ферме жила прекрасная девушка по имени Лютик (Робин Райт). Её любимым занятием было кататься на лошади, и донимать разными заданиями молодого батрака Уэстли (Кэри Элвес), который работал на ферме. И на все её приказы, даже подчас довольно бессмысленные, он всегда отвечал только одно: «Как пожелаешь». Со временем Лютик понимает, что Уэстли влюблён в неё, и отвечает ему взаимностью.
Чтобы заработать денег на свадьбу, Уэстли вынужден покинуть ферму и искать удачи за морем. Вскоре Лютик получает известие, что корабль, на котором уплыл Уэстли, был захвачен Ужасным Пиратом Робертсом («Dread Pirate Roberts»), который никогда не оставляет пленников в живых. Убитая горем Лютик заявляет, что больше никого и никогда не полюбит.
Проходит пять лет, и Лютик, считающая Уэстли мёртвым, соглашается обручиться с принцем Хампердинком (Крис Сарандон), обратившим на неё внимание. Однако перед самой свадьбой девушку похищает троица бандитов: сицилийский криминальный гений Виззини (Уоллес Шон), испанский мастер фехтования Иниго Монтойя (Мэнди Патинкин) и гигант из Гренландии по имени Феззик (Андре Гигант). Через некоторое время они замечают, что их преследует человек в маске, одетый в чёрное. Одновременно в погоню за бандитами выступает принц Хампердинк.
Чтобы избавиться от человека в чёрном, от троицы отделяется Иниго Монтойя. Будучи человеком чести, он помогает преследователю подняться к себе на скальную площадку, а перед поединком интересуется, не шестипалый ли его противник. Человек в чёрном показывает руки, на каждой из которых по пять пальцев. Тогда Иниго рассказывает, что его отца-кузнеца убил человек с шестью пальцами на правой руке, заказавший у мастера шпагу, и не пожелавший ему платить. Иниго, бывший тогда ребёнком, не смог отомстить убийце, который чуть позже бесследно исчез. Испанец, давший отцу клятву мести, и ставший для этого мастером шпаги, двадцать лет подряд искал шестипалого.
Закончив свой рассказ, Иниго сражается на шпагах с человеком в чёрном, но проигрывает. Однако победитель, не желая убивать великого мастера, просто оглушает его.
Остановить загадочного преследователя пытается гигант Феззик — он соглашается бороться без оружия, но также оказывается побеждён благодаря ловкости противника. Тот, следуя своим прежним принципам, оставляет великана в живых.
Дальше человек в чёрном настигает Виззини, который держит Лютик в качестве заложницы, и предлагает ему интеллектуальную дуэль. Он придумал хитроумный план с двумя кубками и ядом — Виззини нужно угадать, в который из кубков подсыпан яд. После долгих размышлений Виззини выпивает один из кубков и моментально умирает, так как отравлены были оба кубка. Человек же в чёрном имеет к яду иммунитет.
Освободив Лютик, человек в чёрном заявляет ей, что он — тот самый Ужасный Пират Робертс, который убил Уэстли. В ходе разговора Робертс заявляет, что помнит, как убил Уэстли, и он был бы крайне разочарован тем, что его невеста оказалась неспособной на любовь и из корыстных побуждений выходит замуж за принца. Лютик в ярости толкает его с высокого холма и кричит, что желает ему смерти, а в ответ слышит: «Как пожелаешь». Лютик понимает, что перед ней был сам Уэстли. Позднее Уэстли рассказывает свою историю. Оказывается, что настоящий Робертс много лет назад отошёл от дел, и его титул и имя всё это время передавались от одного пирата к другому. В результате предыдущий Робертс, действительно захвативший Уэстли и тронутый его историей, сделал его своим преемником и предводителем пиратов. Однако теперь, после воссоединения с любимой девушкой, Уэстли хочет бросить пиратское ремесло.
Тем временем принц, являясь отменным следопытом, преследует влюблённых по пятам. Лютик и Уэстли, убегая от погони, прячутся на Огненном болоте, где Уэстли спасает подруге жизнь. Однако Хампердинк настигает их. Лютик возвращается к принцу в обмен на обещание, что Уэстли отпустят, но тот, обманув невесту, отдаёт пленника своему советнику герцогу Тайрону Ругену (Кристофер Гест), который, исследуя боль, ставит опыты на людях в тайной камере пыток — «Яме отчаянья». Попав в плен, Уэстли видит, что на правой руке герцога шесть пальцев.
Лютик заявляет Хампердинку, что не выйдет за него замуж, потому что любит Уэстли. Принц предлагает сделку — он отправит на поиски Уэстли, который с пиратами якобы плавает у берегов Флорина, свои самые быстрые корабли, но если Уэстли не появится, то Лютик должна будет выйти за Хампердинка. Девушка соглашается, но со временем понимает, что принц обманул её, и бросает ему в лицо обвинение в трусости. Разгневанный Хампердинк спускается в «Яму отчаянья», и пытается убить Уэстли.
Иниго, не знающий о смерти Виззини, и ожидающий его возвращения, живёт в Воровском лесу близ королевского замка. Фезик же записался в Жестокий отряд, который приказал сформировать Хампердинк, чтобы накануне свадьбы очистить Воровской лес. Во время облавы в лесу друзья встречаются, и Феззик рассказывает Монтойе, что Виззини умер, а герцог Руген — шестипалый. Иниго понимает, что вдвоем с гигантом они не смогут победить охрану замка, и решает привлечь человека в чёрном. Им удаётся найти камеру пыток, а в ней умирающего Уэстли. Друзья возвращают его к жизни с помощью старого волшебника Макса-чудотворца (Билли Кристал), которого когда-то обидел принц.
Втроём друзья разрабатывают план, как проникнуть в замок, и успешно его осуществляют, запугивая и разгоняя охрану. Иниго находит Ругена, и в продолжительном поединке убивает его, сдержав данную отцу клятву. Уэстли и Лютик встречаются снова. Поединка с принцем не происходит: трусливый правитель сам бросает шпагу на пол. Все четверо вместе покидают замок. Уэстли хочет жить мирной жизнью вместе с Лютик и предлагает Иниго стать новым Робертсом.

## В ролях
- Кэри Элвес — Уэстли (англ. Westley) / Ужасный пират Робертс / Человек в черном
- Робин Райт — Лютик (англ. Buttercup, Ба́такап)
- Мэнди Патинкин — Иниго Монтойя (Inigo Montoya)
- Крис Сарандон — принц Хампердинк (Prince Humperdinck)
- Уоллес Шон — Виццини (Vizzini)
- Андре Гигант — Феззик (Fezzik)
- Фред Сэвидж — мальчик, которому читают сказку
- Питер Фальк — дедушка / рассказчик
- Кристофер Гест — граф Тайрон Руген (Count Tyrone Rugen)
- Питер Кук — выразительный священник
- Мел Смит — Альбино (Альбинос)
- Кэрол Кейн — Валери, жена Макса
- Билли Кристал — волшебник Макс (Miracle Max)
- Энн Дайсон — королева
- Бетси Брантли — Мать
- Марджери Мейсон — Древняя Буу
- Малкольм Сторри — Елин, солдат Флорина
- Уиллоуби Грей — король

## Саундтрек
Вся музыка написана Марком Нопфлером, за исключением «Storybook Love».
| №   | Название                                         | Длительность |
| --- | ------------------------------------------------ | ------------ |
| 1.  | «Once upon a Time… Storybook Love»               | 4:00         |
| 2.  | «I Will Never Love Again»                        | 3:04         |
| 3.  | «Florin Dance»                                   | 1:32         |
| 4.  | «Morning Ride»                                   | 1:36         |
| 5.  | «The Friends' Song»                              | 3:02         |
| 6.  | «The Cliffs of Insanity»                         | 3:18         |
| 7.  | «The Swordfight»                                 | 2:43         |
| 8.  | «Guide My Sword»                                 | 5:11         |
| 9.  | «The Fire Swamp and the Rodents of Unusual Size» | 4:47         |
| 10. | «Revenge»                                        | 3:51         |
| 11. | «A Happy Ending»                                 | 1:52         |
| 12. | «Storybook Love»                                 | 4:24         |

## Восприятие

### Касса
Изначально фильм имел скромный успех: заработал 30,8 миллиона долларов в кассах США и Канады, при производственном бюджете в 16 миллионов долларов.

### Критика
Картина получила признание критиков.
На сайте Rotten Tomatoes фильм имеет рейтинг 97 % основанный на 71 рецензии критиков, со средним баллом 8,34 / 10. Консенсус сайта гласит: «Восхитительно сказочная постмодернистская история „Принцесса-невеста“ — это умная, мудрая смесь чепухи, романтики и комедии, которая берет вековую историю о деве в беде и делает её свежей».
На сайте Metacritic, фильм набрал 77 баллов из 100, основываясь на 20 отзывах, что указывает на «в целом благоприятные отзывы».
Аудитория, опрошенная CinemaScore, поставила фильму оценку «A +» по шкале от A до F.
Джин Сискел и Роджер Эберт дали фильму рейтинг «на два пальца вверх» в своей телевизионной программе. Эберт также написал очень благоприятный обзор в своей колонке для Chicago Sun-Times.
Ричард Корлисс из Time сказал, что фильм был веселым и для всей семьи, и позже, Time назвал фильм одним из «Лучших в 1987 году».
Джанет Маслин из «Нью-Йорк Таймс» высоко оценила актёрский состав и атмосферу фильма.

## Потенциальный ремейк
В биографической статье «Норман Лир» в Variety за сентябрь 2019 года генеральный директор Sony Pictures Entertainment Тони Винчикерра, рассказывая о работах Лира и интересе к их ремейкам, заявил: «Очень известные люди, чьи имена я не буду использовать, хотят переделать „Принцессу-невесту“».
Реакция на это через социальные сети была очень негативной: фанаты фильма утверждали, что ремейк будет плохой идеей и, по отношению к оригинальному фильму, «немыслимым».
Элвес перефразировал фильм, сказав: «В этом мире не хватает идеальных фильмов. Было бы жалко повредить его». Джейми Ли Кертис заявила, что «есть только ОДНА Принцесса-невеста, и это фильм Уильяма Голдмана».